# Hypospila andamana
Hypospila andamana là một loài bướm đêm trong họ Noctuidae.